# Materia (filosofia)
Il termine materia (dal latino materia o materies), che corrisponde nei suoi significati al greco hyle (letteralmente "selva" e quindi "legna", "legname" e per estensione "materiale da costruzione") è usato in filosofia da Platone e da Aristotele; quest'ultimo lo intende:
- come ciò che permane come sostrato nel divenire dei mutamenti;
- come principio di individuazione: la materia cioè come ciò che interviene attivamente facendo sì che un ente sia differente da tutti gli altri enti che pure hanno in comune con quello la stessa natura.

Il materialismo è la filosofia che afferma che la materia è il costituente primario e ultimo di ogni cosa.

Il termine materia è stato ripreso dalla fisica, per indicare ciò che ha massa.

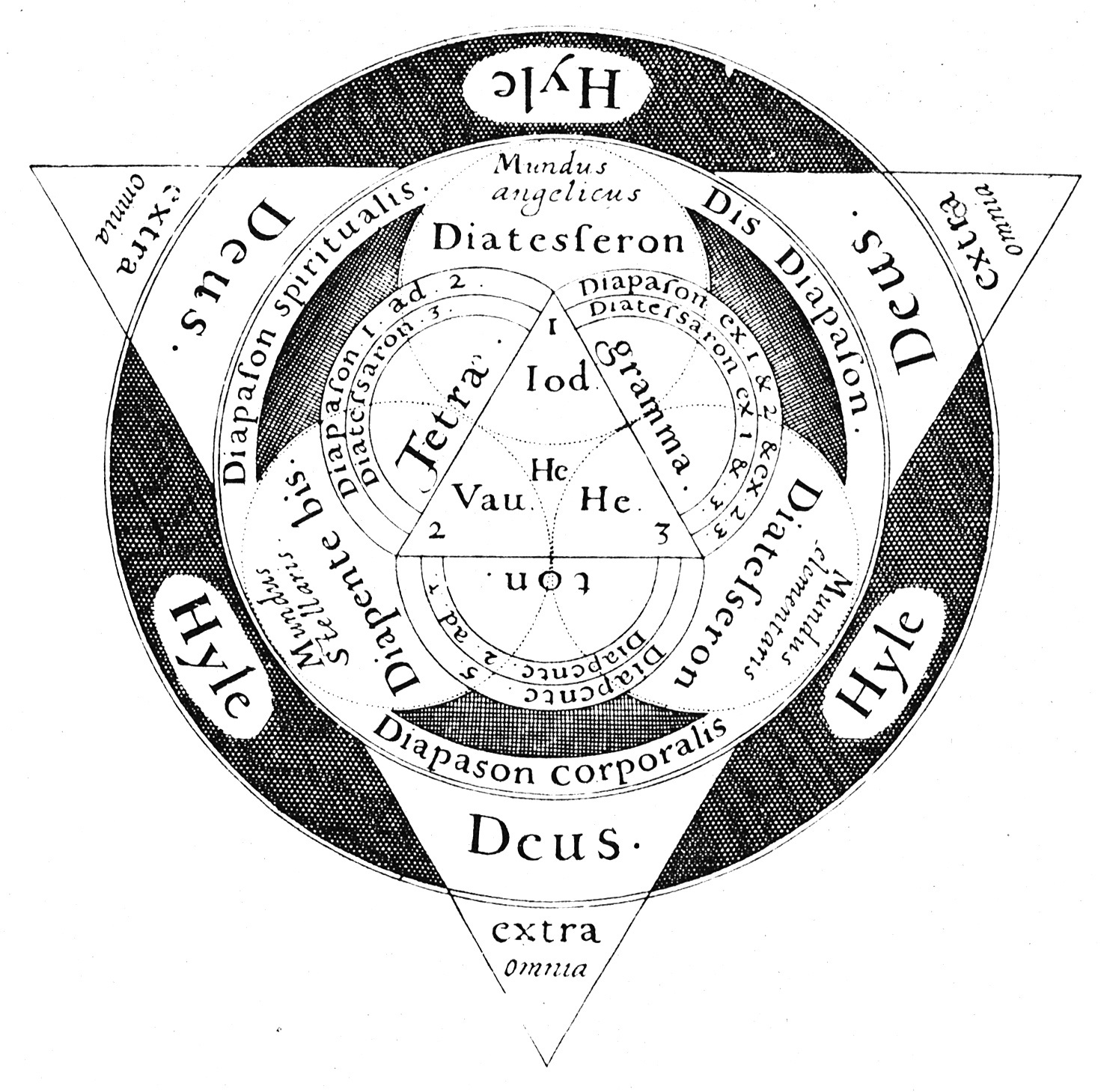
L'interazione tra la materia e Dio che le dà forma, in un diagramma tratto dal De integra microcosmi harmonia di Robert Fludd (1619)

## La filosofia e la materia
Benché la materia, nei suoi diversi livelli di organizzazione, sia oggetto di studio di varie discipline scientifiche, l'analisi filosofica di tale concetto rimane un compito di primaria importanza. Quale realtà attribuire alla materia è ad esempio oggetto di studio della metafisica, dell'ontologia, della cosmologia; oltre a ciò spesso le filosofie si differenziano proprio in base alle diverse caratterizzazioni concettuali e ontologiche attribuite alla materia e alle realtà che (eventualmente) non si ritengono riconducibili ad essa. La storia della filosofia può essere vista anche come un continuo susseguirsi di sistemi filosofici nei quali alla materia è stata spesso opposta una qualche altra sostanza o manifestazione dell'essere di natura non materiale. Ad esempio se il materialismo riconduce tutto all'esistenza della materia, l'idealismo riconduce tutta la realtà a principi di carattere ideale o spirituale.

## Storia del concetto

### La costituzione fisica della materia secondo i pluralisti
Le prime riflessioni tendenti a capire la costituzione fisica della materia compaiono nella storia della filosofia nell'ambito di quella corrente che fu chiamata dei pluralisti. In particolare ci si chiede, partendo dal principio che la materia presente nell'universo permanga in quantità costante, da dove si originino i diversi enti che la compongono. Si esclude che le diversità che appaiono siano originate da diverse qualità degli esseri poiché le caratteristiche qualitative sono identificate dai sensi, dalla sensibilità, di cui non ci si può fidare perché ingannevole: la percezione sensibile muta infatti da persona a persona, muta nell'ambito della stessa persona, è qualcosa di istantaneo e fuggevole nella corrente delle sensazioni. Bisognererà quindi stabilire la premessa che ogni qualità delle cose dipende dalla loro quantità: poiché se è vero che la qualità di una cosa muta, ciò che permane è la quantità di quella stessa cosa.

#### Empedocle: la formazione chimica della materia
I principi della materia sono dunque da identificare, secondo Empedocle, in quattro elementi tradizionali: terra, acqua, aria e fuoco, tutti presenti in ogni essere in una dose quantitativa variabile e dalla quale dipende la qualità sovrastante che l'essere presenta. Empedocle supera le antiche concezioni della materia originata da un'unica arkè, sostanza originaria, ed anticipa la concezione di una composizione chimica degli esseri materiali, costituiti dalla mescolanza, dal composto di elementi primordiali.

#### Anassagora: la materia come estensione divisibile all'infinito
Ma secondo Anassagora, Empedocle, basandosi sul principio che la materia sia caratterizzata dall'estensione, e quindi procedendo alla sua divisione, per rintracciare gli elementi che, per quanto divisi, mantengano la loro qualità originaria, si è fermato troppo presto in questo processo di divisione.
Le infinite qualità delle cose non possono risalire solo a quattro elementi ma procedendo nella divisione della materia Anassagora arriva, sulla base del principio "tutto è in tutto",
a teorizzare la divisibilità all'infinito della materia. I principi costitutivi della materia sarebbero quindi i "semi", elementi infinitesimali che, essendo materiali e quindi estesi, possono essere divisi all'infinito pur mantenendo la loro qualità originaria. Nella più piccola particella di materia sarebbero, in varia dose, presenti tutti i semi del cosmo.

#### Leucippo e Democrito: la materia indivisibile all'infinito
Leucippo e in seguito Democrito annullano la teoria anassagorea sulla analisi della materia seguendo una rigorosa linea logica:
- se la materia fosse divisibile all'infinito dovrebbero esserci particelle tanto piccole da avere un'estensione eguale a zero ma se così fosse dovremmo assurdamente pensare che le cose finite, estese, derivano dall'infinito, da ciò che è privo di estensione;
- quindi il processo di divisibilità della materia deve avere un limite rappresentato dall'atomo, materiale, esteso ma non più divisibile.

### La riflessione metafisica sulla materia

#### Platone
Il concetto di una materia, esaminato dal punto di vista metafisico, come principio che dà origine al divenire corporeo è già presente nel dialogo Timeo di Platone
Ma non ci sbaglieremo dicendo che è una specie invisibile e amorfa, che tutto accoglie e che in qualche modo molto problematico, partecipa dell'intelligibile ed è molto difficile a comprendersi»
(Platone Timeo, 51a)

#### Aristotele

##### Materia come sostrato
Aristotele si rifà a Platone per spiegare il mutamento come passaggio da contrario a contrario, o dalla privazione a una forma (come ad esempio dal caldo al freddo o dal movimento alla quiete) e a questo fine pensa esserci un sostrato originario (proton ypokeimenon), la materia "prima" sempre presente all'interno nel divenire di ogni ente.
Quindi il mutamento dalla privazione (ignorante) alla forma (sapiente) avviene perché vi è un sostrato comune che accompagna il mutamento: la materia (uomo). L'uomo è a sua volta costituito da elementi corporei (sangue, ossa ecc.) che a loro volta derivano dagli elementi fondamentali come l'acqua e il fuoco per cui, procedendo a ritroso, si deve logicamente arrivare ad una materia prima iniziale, informe, che è difficile definire proprio perché assolutamente priva di forma: se ne dà quindi una definizione "negativa" affermando che è ciò «di cui non si dice più che è fatto di qualche altra cosa»
La materia quindi non è concepibile riferendola ad una categoria, essa infatti non è quantità, poiché non ha estensione né grandezza ma è assoluta originaria potenza, pura potenza che si può conoscere solo per via analogica come ad esempio si potrebbe conoscere il legno attraverso i materiali usati per una costruzione.
Lo Stagirita pensa che oltre alla materia mobile o sensibile, immanente in tutti gli oggetti corporei che mutano, vi sia una materia intelligibile sostrato di tutti gli enti matematici o incorporei
Plotino riprenderà questa concezione applicandola all'intero mondo intelligibile costituito dai generi e dalle specie ideali

##### Materia come principio d'individuazione
Come esiste una materia prima come sostrato del divenire degli enti vi è una materia ultima che rende un ente individuo nella sua specificità. La materia cioè assume il senso di principio d'individuazione e fa sì che quell'uomo dell'esempio precedente, divenuto da ignorante sapiente, con la presenza costante della materia prima (uomo), cioè della materia costitutiva di quell'uomo (carne, ossa ecc.) alla fine lo determini, ad esempio, come l'individuo Socrate (materia ultima).

### Stoicismo
A cominciare dal fondatore dell'antica Stoa, Zenone di Cizio, la materia è concepita come un principio passivo su cui interviene il principio attivo divino che la impronta di sé rendendola fertile e produttiva. I due principi convivono nell'unica sostanza a fondamento dell'ontologia stoica: il corpo, attivo e passivo, che è elemento costitutivo della materia che di per sé non ha nessuna qualità ma, proprio perché corporea, ha la caratteristica dell'estensione.

### Plotino
Particolarmente nelle Enneadi Plotino riprende la teoria platonica, presente nel Filebo, della materia come principio illimitato e della diade infinita del grande e del piccolo. Sulla linea di una interpretazione religiosa, già presente in Filone Alessandrino (I secolo d.C.) e nel neopitagorico Numenio di Apamea (II secolo d.C.) la materia assume la caratteristica di male originario.
Differentemente dalla Stoa per Plotino la materia non ha estensione ma è assoluta indeterminazione ribadendo così l'identità di materia e privazione. La materia sensibile, dominata dalla corruttibilità, copia di quella intelligibile, a cui è affidata la creazione della pluralità dei generi e delle specie ideali, è il riflesso distorto del mondo ideale, è l'ultima emanazione dell'Uno.

### La Scolastica
Il concetto di materia nel Cristianesimo assume la funzione di discrimine tra la patristica orientale e quella occidentale. Per i Padri della Chiesa orientale seguendo il neoplatonismo, dando un senso spirituale a tutta la realtà,  concepiscono la materia come puro non essere. Per la patristica occidentale questa tesi vanificava la dottrina creazionistica cristiana, elemento essenziale di differenziazione rispetto al paganesimo: perciò la materia è rivalutata e va intesa come realtà sostanziale al punto che Tertulliano estende questa materialità anche a Dio. Così Alberto Magno e Tommaso d'Aquino, rifacendosi al pensiero aristotelico, rendono compatibile il principio materiale con il dogma cristiano della immortalità dell'anima.
La Summa philosophiae di Roberto Grossatesta identificò in Platone lo scopritore della materia.
Alla materia prima universale platonica si approssima anche la materia universale e comune di Ibn Gabirol. Raimondo Lullo chiama col termine principia le condizioni di possibilità della conoscenza scientifica e filosofica, che si combinano con la materia e forma degli esseri individuati mediante le regole delle domande socratiche.
In base alle categorie aristoteliche di luogo e di avere, il Sapientiale di Tommaso di York distingue tre tipi di materia: la materia prima universale, che non ha né luogo né privazione; la materia aristotelica e averroista, che è privazione e appartiene a quelle sostanze composte di materia e forma, che sono di tipo generabile e corruttibile; la materia che ha luogo e dimensione, ma non privazione, che è un soggetto e appartiene ai corpi celesti.
Robert Kilwardby parla di tre tipi di forma che sono in ogni singolo corpo individuato, mentre se la bontà e il principio lulliano sono proprietà della materia prima universale, per Grossatesta la grandezza è l'unica regola ideale platonica della forma della corporeità
Secondo il suo De luce seu inchoatione formarum, la luce è l'essenza della corporeità e la prima forma creata da Dio nella materia prima universale; in accordo col De spiritu et anima di Alchero di Chiaravalle, questa luce è la forma universale, di tipo spirituale o corporeo, che media l'unione dell'anima col corpo, permettendogli di agire sul corpo intero e sugli organi di senso, in particolare.

L'unione di forma e materia spirituali, l'anima, si unisce alla materia dei corpi per dare vita a una nuova sostanza completa di anima e corpo. In accordo con Ibn Gabirol, la completezza è sinonimo di eternità.

#### L'ilemorfismo della scuola francescana
Altri esponenti della scuola francescana come Matteo d'Acquasparta, Pietro di Giovanni Olivi, Giovanni Peckham, Pietro di Trabes, condivisero fondamentalmente con Bonaventura e Grossatesta l'ilemorfismo universale dell'arabo Avicebron, secondo cui ogni creatura è composta da una «materia prima» e una «forma sostanziale», due elementi unici e onnipresenti che si integrano però in maniera differente e particolare nella gerarchia della scala cosmica: da un lato la materia si fa sempre più rarefatta in prossimità del vertice, costituito dagli angeli, dall'altro la forma riduce progressivamente il proprio livello di attività ai gradini più bassi.
Alla scuola francescana si contrapponeva quella domenicana di Tommaso d'Aquino che contestò la compresenza negli angeli di materia e forma, ritenendole creature esclusivamente immateriali (costituite di sola forma).

### Il pensiero rinascimentale
La filosofia rinascimentale abbandona l'interpretazione aristotelica della materia e riprende in senso vitalistico, a lei più congeniale, l'antica dottrina ilozoistica greca presocratica. Bernardino Telesio contrasta l'idea aristotelica di forma e introduce quella di forze che agiscono su un sostrato materiale di una realtà fisica ben diversa dalla indeterminazione aristotelica.
Giordano Bruno, differenziandosi da tutta la tradizionale concezione classica, vede agire nella materia il principio sensibile e intelligibile, fino a lui intesi come contrapposti,  della natura naturata e della natura naturans che diventano uno nella mente divina la quale, come causa insita omnibus, agisce come principio creatore immanente nella materia al punto di identificarsi con questa.

## Il concetto di materia nei secoli XVIII e XIX
In senso antiaristotelico è orientato il concetto di materia a cura della moderna scienza naturale che trova il suo punto culminante nella concezione meccanicistica della materia come estensione di Cartesio su cui Isaac Newton vede agire i principi della forza e del movimento.
Con Leibniz si ha un'originale fusione del meccanicismo materiale con la metafisica. La materia rappresenta la parte più oscura della monade, quella quasi del tutto priva di percezioni coscienti che ne fanno una forza inerte e passiva, fonte di rappresentazioni inconsce. È dall'inconscio materiale di Leibniz che, attraverso la mediazione della irrazionale volontà di vivere di Arthur Schopenhauer, il pensiero filosofico fonda la dottrina rivoluzionaria dell'inconscio freudiano.
In questo pensiero leibniziano sono state viste anche anticipazioni di quel concetto romantico della materia intesa come spirito addormentato (ad esempio in Schelling dove non è estraneo anche il vitalismo di Bruno) o come spirito esausto dalla ripetitività e dall'abitudine (come in Félix Ravaisson, Émile Boutroux).

## La filosofia contemporanea
La filosofia contemporanea si è decisamente allontanata da una speculazione puramente concettuale sulla materia, con poche eccezioni (tra le quali Edmund Husserl che ne dà un'analisi fenomenologica).
Con lo svilupparsi della scienza moderna e, in particolare, con le scoperte rivoluzionarie della fisica contemporanea, dopo il dibattito sulla determinazione ultima della realtà materiale nell'ambito della fisica relativistica e quantistica, una speculazione puramente filosofica del concetto di materia si ridurrebbe a una mera questione linguistica, come è stato spesso ribadito in specie, e non solo, dalla filosofia neopositivista.
La materia, al centro dell'analisi della fisica al pari del concetto di energia, rivela nei suoi costituenti elementari dei caratteri sorprendenti e ben più sottili di quanto immaginato precedentemente, rilevabili solo da un'analisi sperimentale e da un'elaborazione teorica su basi matematiche. Tuttavia l'elaborazione delle moderne teorie fisiche richiese ai suoi fondatori un grosso sforzo di analisi concettuale e interpretazione filosofica. Oltre a ciò è indubbio che le implicazioni filosofiche delle moderne teorie siano ritenute generalmente molto profonde.
Dunque le scoperte della fisica contemporanea, che hanno eliminato ogni equivoca distinzione newtoniana di materia ed energia, hanno tolto alla speculazione puramente filosofica ogni preminenza nell'analisi di tipo scientifica del concetto di materia.

Il filosofo, meglio se di formazione scientifica o egli stesso scienziato, continuerà ad occuparsene, purché non trascuri la necessaria base scientifica delle attuali conoscenze e concezioni della materia che restano infatti, assieme ai correlati concetti di energia, informazione, spazio, tempo, al centro delle analisi della filosofia della fisica.